# هروش هاكوبيان
هروش هارنت هاكوبيان (بالأرمينية: Հրանուշ Հրանտի Հակոբյան) هي سياسية أرمينية تُعد المرأة الوحيدة التي خدمت لأطول مدة في الجمعية الوطنية لجمهورية أرمينيا وهي الوزيرة السابقة لشؤون الأرمن في الشتات. كانت هاكوبييان واحدة من سبعة أعضاء فقط في برلمان أرمينيا. وكانت أيضًا أول امرأة يختارها الشعب الأرميني لتصبح «مرشحة مباشرة» منصب بدلًا من أن يختارها «حزب سياسي». في عام 2005 دعمت بشدة «قانون الكوتا بين الجنسين» بهدف زيادة نسبة المشاركة للنساء الأرمينيات في السياسة الأرمينيا.

## حياتها
هروش هاكوبيان هي سياسية ومحامية وخبيرة في الشؤون السياسية وعالمة رياضيات، وُلدت في الثاني عشر من شهر أبريل (نسيان) عام 1954 في قرية ساروكان في مقاطعة كامو. تخرجت في عام 1975 في جامعة يريفان الحكومية بتخصص في الرياضيات، ثم في أكادمية موسكو للعلوم السياسية. في عام 1994 تخرجت في جامعة يريفان الحكومية متخصصة في القانون. إن هاكوبيان أستاذة جامعية وأستاذ مشارك ومحاضر في جامعة جافر الحكومية. من عام 1987 حتى عام 1983 كانت أستاذة جامعية في جامعة يريفان الحكومية. تم تعين هاكوبيان لمنصب نائب عام لجنة «الكومسومول» في جامعة يريفان الحكومية من عام 1974 حتى عام 1983.